# FLYING KIDS
FLYING KIDS（日語：フライング·キッズ），是一組由濱崎貴司擔任主唱為中心的日本7人組放克樂團。1988年以單曲《幸福就像這般》出道。於就讀東京造形大學期間組成。
其樂團名稱命名來自山下達郎的同名歌曲（曾收錄在大瀧詠一、山下達郎、伊藤銀次的專輯《NIAGARA TRIANGLE Vol.1》裡）。

## 概要
FLYING KIDS是從1989年3月4日參加TBS播出的素人樂團徵選節目《平成名物TV 三宅裕司的潮團天國》起家，並以單曲「幸福就像這般」連續蟬聯5週的冠軍之後在樂壇出道。
出道時期，FLYING KIDS的音樂風格是走放克路線為中心。後來1994年，FLYING KIDS將「瞬間」「風吹抜場所」「時」等單曲融入了流行曲風。在那之後才以「暗闇 ～Kiss in the darkness～」「DISCOVERY」轟動樂壇。
1998年12月12日一度宣布解散。
解散期間，主唱濱崎仍以獨唱持續進行音樂活動；吉他手丸山另外組別的樂團在東京都內的Live House進行活動。還有，高橋直純曾以支援貝斯手身分參加丸山的樂團公演；鍵盤手飯野則和藤井尚之、中島卓偉、a-bra:z、杏子等人都以支援樂手身分參加LIVE活動為中心，並幫廣告和電視節目的音樂進行製作，期間飯野還自主發表過獨唱專輯。
2007年8月18日，除了濱谷之外的6位成員於『RISING SUN ROCK FESTIVAL 2007 in EZO』活動中宣布復出。

## 現任成員
- 濱崎貴司（日语：浜崎貴司）（主唱）
- 丸山史朗（日语：丸山史朗）（吉他、和聲）
- 加藤英彥（吉他、和聲）
- 伏島和雄（貝斯、和聲）
- 中園浩之（鼓手）

下面是2017年加入的新成員。
- Elli（主唱）
- SWING-O（鍵盤手）
- 宇賀（薩克斯風）
- 竹本一匹（打擊樂）

## 前成員
- 濱谷淳子（鈴鼓、和聲）
解散後因準備婚事退出樂壇，2007年不參加FLYING KIDS復出活動。
- 飯野龍彥（日语：飯野竜彦）（鍵盤手、和聲）
2014年10月27日退團。

## 音樂作品

### 單曲
※目前都已經停止生產。
| 枚數 | 單曲名稱（日文名稱） | 發行日期       | c/w                                      | 商葉搭配                                               | 排名（Oricon） | 備註     |
| ---- | -------------------- | -------------- | ---------------------------------------- | ------------------------------------------------------ | -------------- | -------- |
| 1st  | 幸福就像這般（）     | 1990年4月4日   | 民皆                                     |                                                        | 第14名         |          |
| 2nd  | 我想我               | 1990年8月21日  | 傘日（2）                                | Panasonic機件廣告歌曲                                  | 第45名         |          |
| 3rd  | 心言葉               | 1990年11月22日 |                                          |                                                        | 第72名         |          |
| 4th  | 新方                 | 1991年3月21日  | 集 - 愛                                  |                                                        |                |          |
| 5th  | 君愛                 | 1991年10月21日 | 君愛（激愛）                             |                                                        |                | [ 注 1 ] |
| 6th  | TELEPHONE            | 1992年8月26日  |                                          |                                                        |                |          |
| 7th  | 君                   | 1992年11月21日 | TWO HEARTBEATS                           |                                                        |                |          |
| 8th  | 大/虹輝              | 1993年8月21日  | －                                       | 明治乳業「NEW STEP」廣告歌曲（大）                     | 第88名         |          |
| 9th  | 戀愛瞬間（恋の瞬間）         | 1993年10月27日 | Flying Kids（大人になれない子供達） ～Midnight Sky Version～ |                                                        | 第89名         |          |
| 10th |                      | 1994年6月22日  | 大人                                     |                                                        | 第19名         |          |
| 11th | 君告                 | 1994年11月9日  | ！ (Live)                                |                                                        | 第36名         |          |
| 12th | 時越                 | 1995年4月24日  | 瞬間 (remix)                             |                                                        | 第48名         |          |
| 13th |                      | 1995年8月23日  |                                          |                                                        | 第31名         |          |
| 14th | Christmas Lovers/    | 1995年11月22日 | －                                       | 野茂英雄出演Kirin Beverage商品「JIVE」廣告歌曲         | 第60名         | [ 注 2 ] |
| 15th | 真夏的暴風雪（真夏のブリザード）     | 1996年5月22日  | 少年物                                   |                                                        | 第67名         |          |
| 16th | DISCOVERY（ディスカバリー）        | 1996年10月28日 | DISCOVERY WHITE LINE MIX                 | 札幌啤酒「冬物語」廣告歌曲                             | 第19名         |          |
| 17th | 僕                   | 1996年11月25日 | 21世紀                                   | TBS電視動畫《逮捕令》第2代片頭主題曲                   | 第31名         | [ 注 3 ] |
| 18th | Love & Peanuts       | 1997年4月23日  | 本強抱                                   |                                                        |                |          |
| 19th | 君                   | 1997年9月4日   | NEW ADVENTURE                            | NHK-FM廣播節目《Music Square》1997年8月～9月片尾主題曲 | 第67名         |          |

### 專輯
|      | 專輯名稱（日文名稱）                                                       | 發行日期       | 備註                       | 排名（Oricon） |
| ---- | -------------------------------------------------------------------------- | -------------- | -------------------------- | -------------- |
| 1st  | 要繼續往前走嗎（）                                                         | 1990年4月21日  |                            | 第8名          |
| 2nd  |                                                                            | 1990年12月16日 |                            | 第43名         |
| 3rd  |                                                                            | 1991年10月21日 |                            | 第69名         |
| 4th  | GOSPEL HOUR                                                                | 1992年5月21日  | 距離天國還有3步系列 STEP.1 | 第95名         |
| 5th  | DANCE NUMBER ONE                                                           | 1992年8月26日  | 距離天國還有3步系列 STEP.2 | 第74名         |
| 6th  | 檸檬水（）                                                                 | 1992年12月16日 | 距離天國還有3步系列 STEP.3 |                |
| 7th  | FLYING KIDS                                                                | 1993年9月22日  |                            | 第47名         |
| 精選 | THE 聖經（ザ·バイブル）                                                               | 1993年12月16日 |                            | －             |
| 8th  | Communication                                                              | 1994年11月30日 |                            | 第16名         |
| 9th  | HOME TOWN                                                                  | 1995年11月1日  |                            | 第14名         |
| 10th | 真夜中的革命（）                                                           | 1996年11月25日 |                            | 第10名         |
| 11st | Down to Earth                                                              | 1997年10月22日 |                            | 第24名         |
| 精選 | BEST OF THE FLYING KIDS 這是為了你和我而唱的歌（BEST OF THE FLYING KIDS ） | 1998年2月11日  |                            | －             |
| 精選 | FLYING KIDS NOW！ ～THE NEW BEST OF FLYING KIDS～                          | 2004年2月25日  |                            | －             |
| 12nd | EVOLUTION（エヴォリューション）                                                              | 2009年9月23日  |                            | 第162名        |
| 13rd | LIFE WORKS JOURNEY                                                         | 2011年9月21日  |                            |                |

### 虛擬
1. DISCOVERY（1996年11月25日）

### 影像作品
1. 愛與力的Video Tape（1990年2月21日）
2. （1991年12月16日）
3. FKV –距離天國還有3步-（1992年12月16日）
4. “Break Through” TOUR '94 －日比谷野外音樂堂－（1995年1月21日）
5. HOME TOWN VIDEO（1996年5月22日）
6. LIVE帝國DVD系列 FLYING KIDS

## 腳註

## 相關項目
- 三宅裕司的潮團天國（FLYING KIDS參加並獲得冠軍後出道的素人樂團徵選節目）

## 外部連結
- （日語）－FLYING KIDS的官方網站。
- （日語）－FLYING KIDS的官方部落格。
- SPEEDSTAR RECORDS（页面存档备份，存于）官方網站 （日語）
  -  （日語）－濱崎貴司的官方個人網站。
  - 濱崎貴司的X（前Twitter） （日語）
  - 濱崎貴司的Facebook專頁 （日語）
  - 加藤英彥的X（前Twitter） （日語）
  - 飯野龍彥的Facebook專頁 （日語）
  - 飯野龍彥的X（前Twitter） （日語）
  - 丸山史朗 blog（页面存档备份，存于） （日語）－丸山史朗的官方個人部落格。
  - 丸山史朗的Facebook專頁 （日語）
  - 伏島和雄的Facebook專頁 （日語）